# NEWS LIVE DIAMOND
『NEWS LIVE DIAMOND』是日本傑尼斯事務所旗下團體NEWS的第四張DVD。

## 概要
- 日版於2009年11月4日發售，台灣代理發行於2009年12月4日。
- 收錄「WINTER PARTY DIAMOND LIVE TOUR」<2008年10月25日- 2009年1月12日、10個地點>，1月12日在Kyocera Dome大阪最終場的LIVE演出。
- 另收錄SPECIAL REEL－「Orignal Music Clip & Making」與「Making of Opening Film」。

```
「Orignal Music Clip & Making」收錄各團員solo曲目PV及製作。
「Making of Opening Film」由前輩
瀧澤秀明
所監製拍攝的開場影片。
```

- 初回生產限定為5.1聲道、20頁寫真本。

## 收錄內容

### DISC1
- OVERTURE
- Happy Birthday
- weeeek
- 加加加油 <ガンガンガンバッテ>
- 赤腳的灰姑娘男孩 <裸足のシンデレラボーイ>
- SUMMER TIME
- MC
- Why
- 女孩 <バンビーナ>
- Say Hello
- Party Time
- Shalala手搖鈴 <シャララタンバリン>
- 愛的鬥牛士 <愛のマタドール>
- SUPERMAN
- I・ZA・NA・I・ZU・KI
- 太陽的眼淚 <太陽のナミダ>
- 朝著星光前進 <星をめざして>
- Fiesta
- EASY COME, EASY GO
- MC
- Share

### DISC2
- 銀座狂想曲 <銀座ラプソディ>
- 愛的小傘 <アイアイ傘>
- 寒冬的流星 <真冬のナガレボシ>
- SNOW EXPRESS
- Forever
- Cherish <チェリッシュ>
- 希望～Yell～
- TEPPEN
- 情不自禁主義者 <ムラリスト>
- MOLA
- ordinary
- Change the World
- BEACH ANGEL
- FLY AGAIN

ENCORE
- Smile Maker
- 奔向燦爛的彼方 <きらめきの彼方へ>
- weeeek

W ENCORE
- NEWS NIPPON <NEWSニッポン>
- 有多少夢就有多少愛 <夢の数だけ愛が生まれる>

### DISC3
TOUR DOCUMENTARY in DIAMOND 2008-2009 
- 2008年10月25日-26日 仙台・Hot House Super Arena
- 2008年11月1日-02日 Sundome福井
- 2008年11月15日-16日 真駒内Sekisui Heim Ice Arena
- 2008年12月6日-07日 大分・B-Conplaza演藝廳
- 2008年12月13日-14日 廣島Green Arena
- 2008年12月17日-18日 Grand Messe熊本
- 2008年12月21日-23日 名古屋・日本Gaishi Sports Plaza Gaishi Hall
- 2008年12月27日-28日 Marine Messe福岡
- 2008年12月30日-2009年1月1日 東京巨蛋
- 2009年1月10日-12日 Kyocera Dome大阪

SPECIAL REEL
「Orignal Music Clip & Making」
- SUPERMAN
- 愛情算什麼
- Shalala手搖鈴
- Love addiction
- code
- MOLA(R-midwest REMIX)

「Making of Opening Film」